# 戈羅芙代爾
戈羅芙代爾是澳大利亞維多利亞州吉朗市的一個郊區。
原先的移民從德國到來於1849年。至1860年代中葉大約有七十個德裔家庭居住於此，因此獲名字「德國鎮（Germantown）」。 	
第一次世界大戰時因為顧忌澳洲人的反德情緒而改用了今天的名字：即──戈羅芙代爾（Grovedale）。
本郊區的四圍邊界為：沃恩塘溪（Waurn Ponds Creek）、羅莎克大道（Rossack Drive）、（Boundary Road）和巴瓦利路（Barwarre Road）。

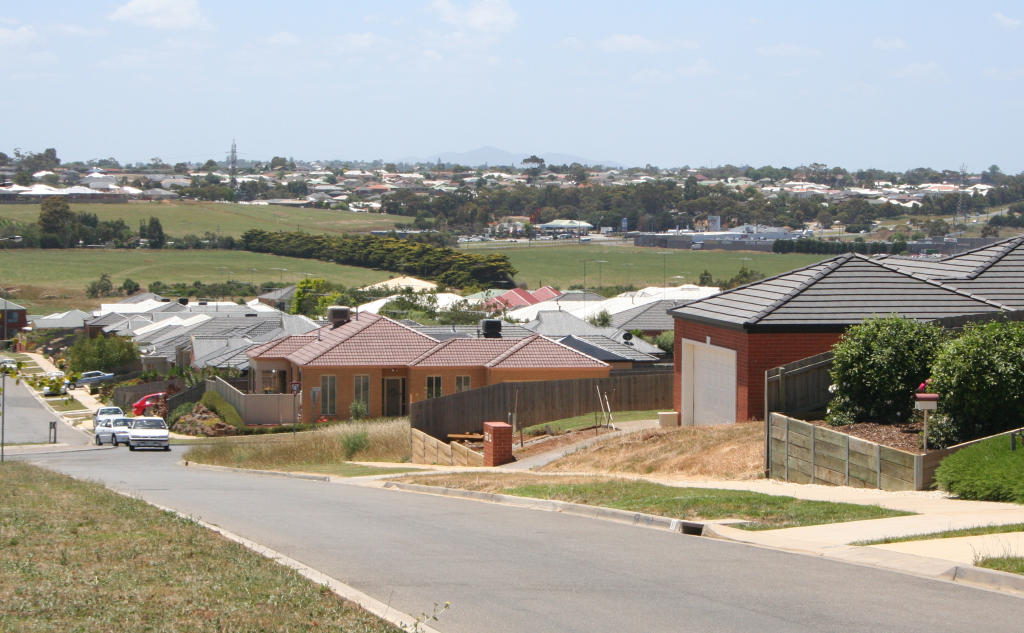
從羅莎克大道向北眺望戈羅芙代爾

## 參照
- 戈羅芙代爾公立中學校

1. ↑  澳大利亚统计局. . 2006 Census QuickStats. 2007-10-25  [2007-10-01].

38°12′S 144°21′E / 38.200°S 144.350°E